# Boscia coriacea
Boscia coriacea är en kaprisväxtart som beskrevs av Ferdinand Albin Pax. Boscia coriacea ingår i släktet Boscia och familjen kaprisväxter. Inga underarter finns listade i Catalogue of Life.